# FARA 83
FARA 83（ スペイン語：Fusil Automático República Argentina）は、1980年代にアルゼンチンで設計・製造された小口径自動小銃である。 

## 開発の経緯
本銃は1980年代初頭にアルゼンチン国営造兵廠（FMAP）が、同社でライセンス生産し軍によって運用されていたFALを更新する目的で設計した。
試作型は1981年に完成していたものの、国家再編成プロセスによるアルゼンチン国内の混乱のため、量産体制の確立は1984年以降まで遅れることとなった。
1980年代末にカルロス・メネムが大統領に就任すると、メネムの新自由主義的政策の一環として、コンドルミサイルや国産戦車のTAM等を始めとする複数の国産兵器開発・製造プロジェクトが停止された。FARA83の生産ラインも例外ではなく、1193丁が完成した時点で量産体制が凍結された。なお、1990年からは製造が再開されている。
製造されたFARA83はアルゼンチン軍に配備されたがFALを全て更新するには至らず、現在は副次的な装備品として運用されていると見られる。

## 構造
FARA 83はイスラエルのIMI ガリルの設計思想に影響を受けて開発されたため、 構造や機能にはガリルとの類似点が見られる。
装備されたストックは、FAL PARAやガリル、56-2式自動歩槍に似た金属製ストックと、AR-18に似たストックの二種類が存在する。
照準器は折り畳み可能なトリチウムサイトが採用されている。
使用する30連発箱型弾倉は初期のベレッタAR70/90のものと互換性がある。
セレクタはアンビタイプでグリップを握った際の親指位置にあり、連射・単発・セーフティの3ポジションから選択する。

## 採用国
アルゼンチン - 軍で採用。

## 登場作品
『うぽって!!』
ふぁらが本銃を使用（ふぁら自身がFARA 83の擬人化キャラでもある）。
COD:Black Ops Cold War
シーズン2のティア15で獲得可能である。